# 邪眼探偵ネクロさんの事件簿
『邪眼探偵ネクロさんの事件簿』（じゃがんたんていネクロさんのじけんぼ）は、原作：日日日、作画：木下さくらによる日本の漫画作品。サブタイトルは『性欲お化け事件』（せいよくおばけじけん）。『月刊コミックブレイド』（マッグガーデン）にて2008年8月号から同年11月号まで連載された。単行本は全1巻。
本作品は日日日と木下さくらの初合作である。性欲を題材としており、漫画の付録として日日日による性欲ルポ「ネクロさんコラム-性欲について-」が記載されている。

## あらすじ
霊に取り付かれた学生・炎城灰夜は自身に起こっていることを武藤青に相談したが、邪眼探偵と呼ばれる人物の元へ訪問するように促される。その人物の邸宅に訪れた灰夜は一人の少女と出会う。彼女の名は眼球塚ネクロ。彼女こそ邪眼探偵と呼ばれる人物だった。灰夜は自身に起こった実情を彼女に話し、彼女はその霊と灰夜を引き離す依頼を引き受ける。しかし、途中である事件に巻き込まれる。

## 登場人物
眼球塚ネクロ（めだまづか ネクロ）
本作の主人公。通名「邪眼探偵」。愛称「ネクロさん」。
邪眼と呼ばれる真実を見通す能力がある目を持つ。決め台詞は「邪眼は何でもお見通しです」。
炎城灰夜（えんじょう はいや）
準主人公。16歳。自身のことをネクロに相談する。
武藤青（むとう あお）
灰夜の同期。愛称「青さん」。自称「ナース」で、いつもナースの格好をしている。
ピョコ
灰夜に取り付いている悪霊。自称「灰夜の彼女」。一見すると悪霊というよりは妖精のような姿をしている。
マージョリー
ピョコの先輩でいつもピョコと一緒に居る。
武藤銀（むとう ぎん）
青の弟で美鳥の兄。眼鏡を掛けた少年。兄弟揃って仲がいい。ネクロのファン。
武藤美鳥（むとう みどり）
青と銀の妹。11歳。兄弟揃って仲がいい。ネクロのファン。
瀬名優士郎（せな ゆうじろう）
学園教諭。保険医も兼任している。学園理事長の息子で医師免許を取得している。
鉢本歌月（はちもと かづき）
美鳥の親友。いつもバイクのヘルメットを被っている。学生寮も彼女と同室。
ヤミコ
歌月の親友の黒猫。灰夜に取り付いているピョコとマージョリーが見える。
棘とげ子（おどろ とげこ）
超常現象対策局局長の令嬢。自称「超常現象対策局の刑事」で、変な事件に関わっては捜査と称して我儘な行動をとる迷惑な少女。ネクロとは何かしらの因縁があるらしいが、ネクロ本人は親友と呼んだこともあるらしい。
剣犬（けんけん）
とげ子の相棒的立場。犬と人間を交えたような姿をした長身の犬人間。